# Liste der Baudenkmale in Pingelshagen
In der Liste der Baudenkmale in Pingelshagen sind alle denkmalgeschützten Bauten der mecklenburgischen Gemeinde Pingelshagen und ihrer Ortsteile aufgelistet. Grundlage ist die Veröffentlichung der Denkmalliste des Kreises Nordwestmecklenburg mit dem Stand vom 16. September 2020. 

## Baudenkmale nach Ortsteilen

### Pingelshagen
| ID   | Lage              | Bezeichnung | Beschreibung | Bild |
| ---- | ----------------- | ----------- | ------------ | ---- |
| 1642 | Moorbrinker Weg   | Bauernhaus  |              |      |
| 1642 | Moorbrinker Weg 1 | Bauernhaus  |              |      |

## Quelle
- Denkmalliste des Landkreises Nordwestmecklenburg (Stand: 9. November 2023; PDF, 1,2 MByte)

- Karte mit allen Koordinaten:
- OSM |
- WikiMap